# جاكوار مارك إكس
جاكوار مارك إكس (بالإنجليزية: Jaguar Mark X)‏ هي سيارة من تصنيع شركة سيارات جاكوار.